# Anansi insidiator
Espèce
Synonymes
- Mimetus insidiator Thorell, 1899

Anansi insidiator est une espèce d'araignées aranéomorphes de la famille des Mimetidae.

## Distribution
Cette espèce se rencontre au Cameroun, en Guinée équatoriale, au Gabon et en République centrafricaine.

## Description
La femelle holotype mesure 7 mm.

## Publication originale
- Thorell, 1899 : Araneae Camerunenses (Africae occidentalis) quas anno 1891 collegerunt Cel. Dr Y. Sjöstedt aliique. Bihang till Kongliga Svenska vetenskaps-akademiens handlingar, vol. 25, no 1, p. 1-105 (texte intégral).